# جان يوات
جان يوات (بالإنجليزية: Jean Youatt)‏ (13 مارس 1925 - 20 سبتمبر 2017) عالمة كيمياء حيوية أسترالية.

## السيرة الذاتية

### النشأة
ولدت جان يوات في الصين عام 1925 لوالدين مبشرين (الأب أسترالي والأم بريطانية). بعد زيارة أستراليا عدة مرات، انتقلت مع عائلتها إلى أستراليا في الفترة من 1929-1937. بسبب كثرة التنقلات، التحقت بالعديد من المدارس المختلفة. 
ظهر اهتمام يوات بالعلوم في سن السابعة أو الثامنة عندما قام شخص من المتحف الفيكتوري بالحديث معها عن الحفريات بالإضافة إلى تشجيع والدها المستمر على مواصلة مسيرتها التعليمية، قبل أن ينقطع تعليمها عندما تم احتجاز أسرتها من قبل اليابانيين أثناء عودتها إلى الصين في عام 1941.

### التعليم
تخرجت يوات من جامعة ملبورن عام 1949 واستطاعت الحصول على درجتي بكالوريوس العلوم في الكيمياء والأحياء الدقيقة والماجستير في علم الاحياء المجهريه. تزامن ذلك مع عملها مع فيك سكيرمان حول آثار الأكسجين على البكتيريا اللاهوائية. 
مع عدم استطاعتها الحصول على درجة الدكتوراه في أستراليا في ذلك الوقت، سافرت إلى المملكة المتحدة وبدأت العمل في جامعة ليدز لتعمل تحت إشراف هوارد روجرز والبروفسور هابهولد. استطاعت يوات الحصول على درجة الدكتوراه في عام 1954، بعد أبحاثها عن كائنات ذاتية التغذية تستطيع اختراق الثيوسيانات.

### الحياة العملية
بدأت يوات العمل كمحاضرة في قسم الكيمياء داخل جامعة موناش عام 1962 واستمرت في عملها هناك حتى عام 1990 عندما تقاعدت. دار عملها المبكر حول طرق للوصول لدواء السل، أيزونيازيد وكيف يعمل. بعد زيارة سياتل في عام 1968 وحضورها لمؤتمر علم النبات الدولي، تعرفت على دورات حياة أنواع معينة من الفطريات والتي واصلت التركيز عليها في غالبية أبحاثها اللاحقة. اهتمت يوات بشكل خاص بكيفية تأثير البيئة الكيميائية للفطريات على تطورها مكتشفة بذلك بعض الحقائق المثيرة للجدل فيما يتعلق بدورات نمو خلايا الفطريات. 

#### المنشورات
لدى يوات 41 منشورا ومئات الاستشهادات تقريبا. حتى بعد تقاعدها في عام 1990، واصلت المساهمة في جامعة موناش في قسم البيئة وعلم الأحياء التطوري.

## وصلات خارجية
- الدكتور جان يوت، الأكاديمية الأسترالية للعلوم.
- أبحاث جان يوت، جامعة موناش.